# 奈良きたまち
奈良きたまち （ならきたまち）は、奈良県奈良市の古くからの中心市街地である奈良町の一部で、ならまちの北側。明確な境界線はないが、およそ大宮通りの北、やすらぎの道の東、東大寺周辺およびその西、京都府より南の地域を指す。

## 概要
古代平城京以来の痕跡を地域のあちこちにとどめている。平城京の張り出し部分 「外京（げきょう）」 の東北部にあたり、東西の 「一条通」・「二条通」 のあった辺りに、当時より細くなった道路が残っている。さらにその中間にあった 「二条条間路」 も姿を残す。また南北の 「東七坊大路」 は国道369号として存在。
江戸 - 昭和期の町並みが残り、「法蓮格子」 と呼ばれる様式を用いた町家が見られる。般若寺町には洋風建築の奈良少年刑務所、北魚屋西町には重要文化財の奈良女子大学記念館などがある。また南都八景として知られる八か所のうち、佐保川、雲居坂、轟橋、東大寺鐘はこの地域にあり、春日野の鹿が歩く姿を見かけることもある。
江戸時代、東大寺の西を北に向かう奈良街道には、奈良の北の玄関口として旅籠や商店が並び、京都へ通じるこの街道を中心に栄えた地域であった。また奈良女子大学はかつての奈良奉行所跡であり、またその少し北の西笹鉾町は奈良代官所があった場所で、江戸時代には与力屋敷などが並ぶ官庁街でもあった。
東西をつなぐ一条通りは明治の一時期、大仏鉄道の駅から東大寺の転害門へ向かう参道としても栄えた。町を一望した多聞山城は松永久秀が16世紀半ばに築き、近世城郭のモデルとなった四層の天守を備え、宣教師ルイス・フロイスがその美しさを称賛。安土城の築城にも影響を与えたとされる。
1998年（平成10年）8月、「奈良街道町づくり研究会」 が設立され、「喜び多い街」、「何か懐かしい来たことのある街」、「また来たい街」（きたまち）をキャッチフレーズに活動を行っている。
2004年（平成16年）、奈良市が 「奈良まちかど博物館」  を認可し、現在13箇所の施設が一般公開されている。
2012年（平成24年）7月、奈良女子大学前にあった旧鍋屋交番が改修され、「きたまち案内所」 として使用されている。

## 施設・名所

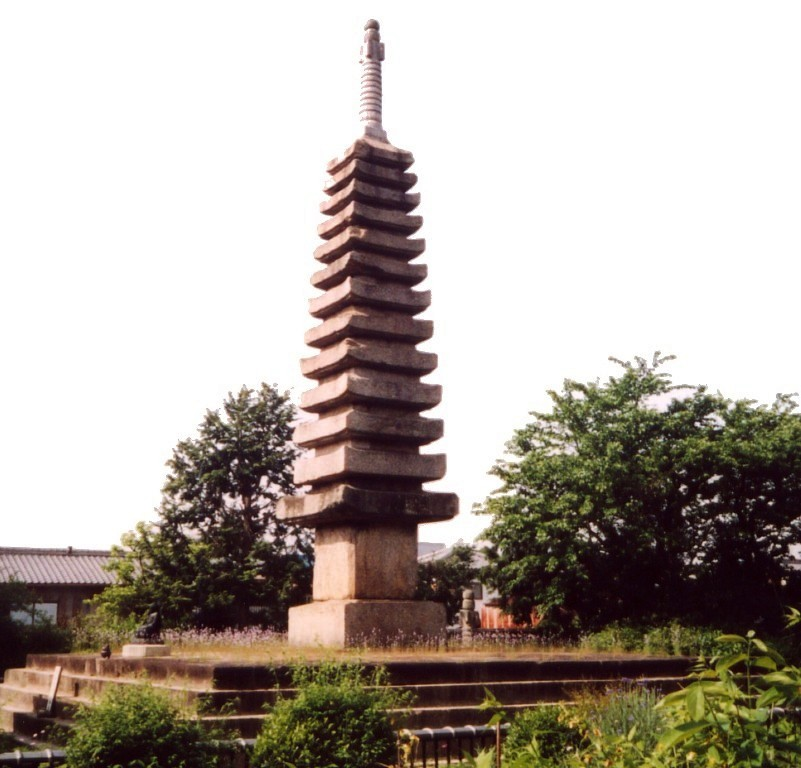
般若寺 十三重石塔

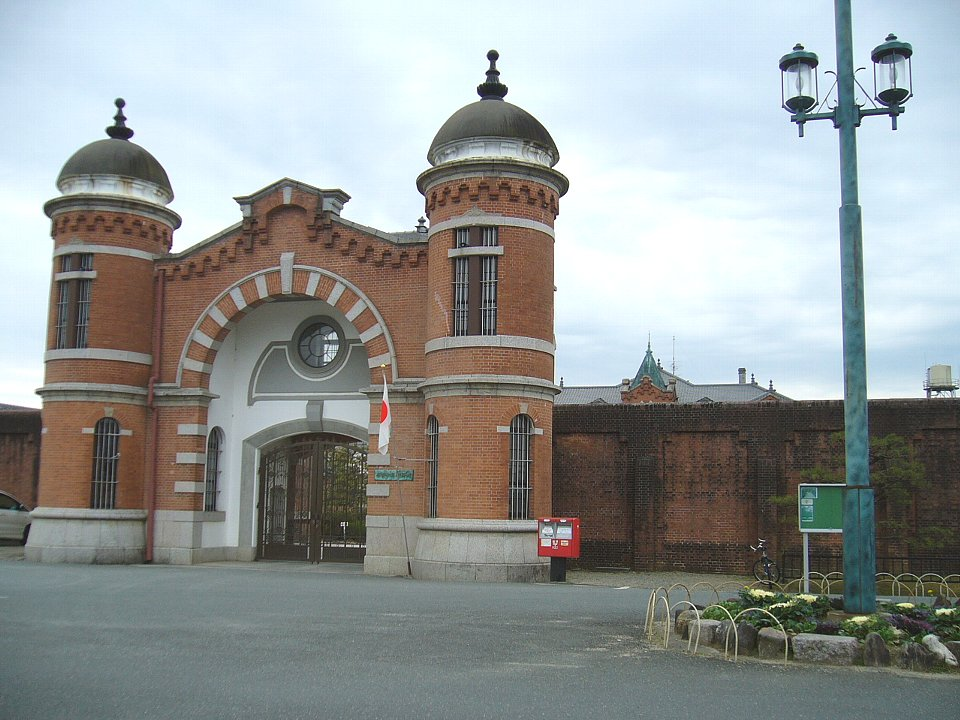
奈良少年刑務所正門

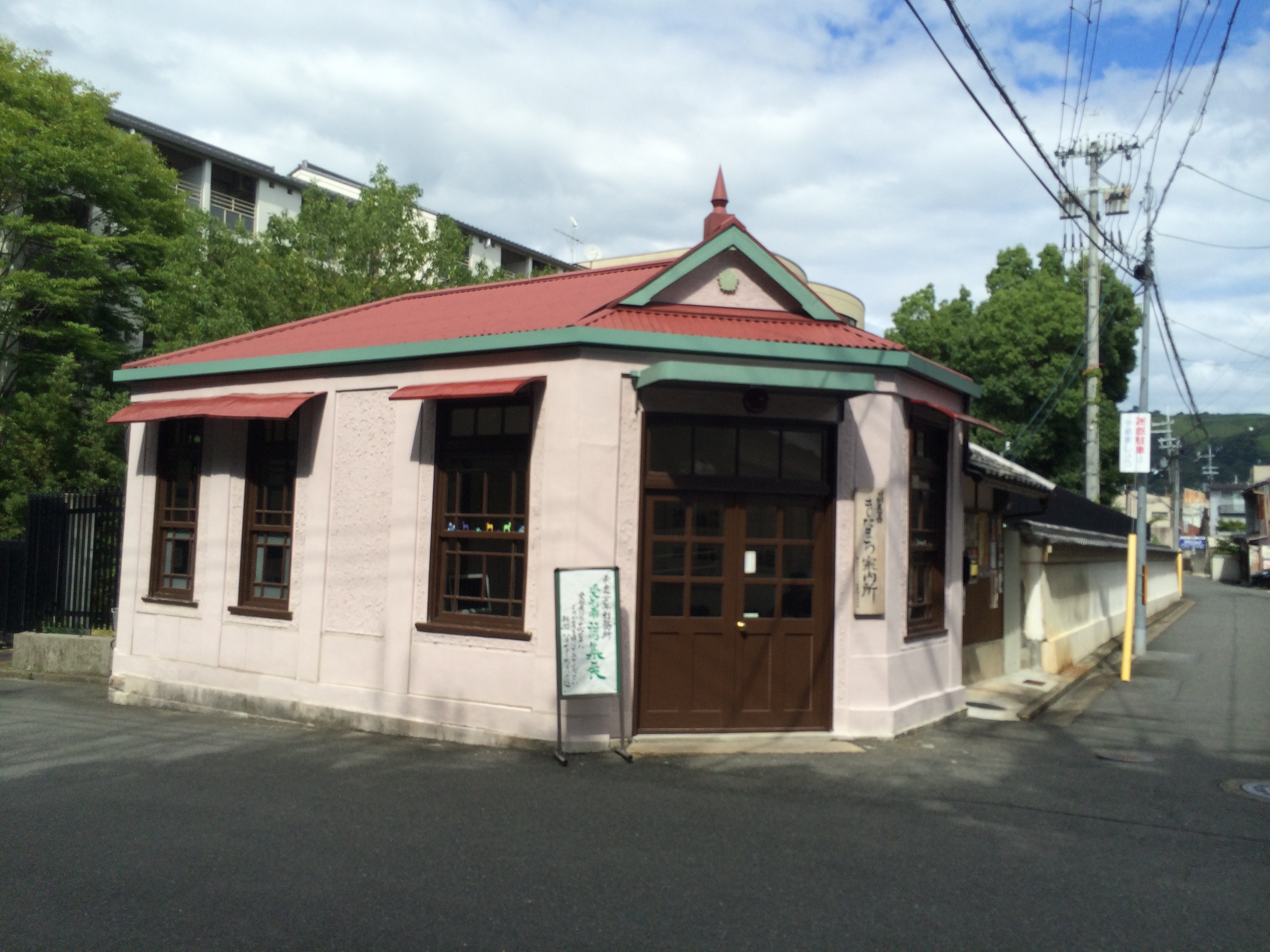
旧鍋屋交番

数多くの史跡・名所が点在する。およそ北東から南西へ順に。
- 奈良豆比古神社（ならつひこじんじゃ） - 奈良阪町。

本殿の裏に巨大なクスがあり、奈良県天然記念物に指定されている。また前の道路沿いに大型の石の道標が残り、「いせみち」 など詳しい表示がある。
- 西福寺 - 奈良阪町。

平安時代後期の木造阿弥陀如来立像など、重要文化財指定の仏像多数を伝える。
- 奈良少年刑務所 - 般若寺町。

1908年（明治41年）の洋風レンガ造り建築。
- 植村牧場 - 般若寺町。

間近で牛たちを見ることができる。また、乳製品を現場で食べられる。
- 般若寺（はんにゃじ） - 般若寺町。

真言律宗の寺。境内中央にある高さ12.6メートルの石造十三重塔や、国宝の楼門で知られる。また 「コスモスの寺」 としても有名。
- 浄福寺 - 興善院町。

本堂に阿弥陀如来坐像を安置している。
- 夕日地蔵 - 興善院町。

脇に会津八一の歌碑がある。
- 北山十八間戸（きたやまじゅうはちけんと） - 東之阪町。

鎌倉時代の僧が造営したと伝える治療院。江戸前期に現在地に移転、修築。
- 見返り地蔵 - 北御門町。

五劫院の中にある。
- 五劫院（ごこういん） - 北御門町。

重要文化財の五劫思惟阿弥陀如来坐像で知られる。
- 細田家住宅 - 雑司町。

奈良一古い農家。
- 河瀬家 - 多門町。

国の登録有形文化財。
- 北向地蔵 - 今在家町、西笹鉾町。

全国的に北向地蔵は数少ない。
- 空海寺 - 雑司町。

正倉院の北にある華厳宗の寺。空海による開基を伝える。石造の地蔵菩薩が本尊。「穴地蔵」 と呼ばれ、60年に一度しか拝観できない。
- 知足院（ちそくいん）- 雑司町。

東大寺塔頭の一つ。天然記念物 「知足院ナラノヤエザクラ」 の原木（今は子孫）が裏山にある。7月24日に地蔵会が行われ、年一度だけ重要文化財の本尊地蔵菩薩立像が開帳される。
- 正倉院 - 雑司町。

もと東大寺の倉庫で現在は宮内庁が管理する。聖武天皇の遺品、東大寺大仏開眼会関連品等、多くの宝物（正倉院宝物）を有することで有名。構内に入って倉の外部から見学可能。毎秋、奈良国立博物館で 「正倉院展」 が行われ、多くの観覧者を集める。
- 東大寺講堂遺構 - 雑司町。

大仏殿の北方。かつて東大寺の講堂があったが、現在は礎石のみを残し、周辺に鹿が游ぶ。
- 大仏池 - 雑司町。

大仏造営の際、このあたりで使用後の水銀を処理したという言い伝えが残る。
- 雲居坂・轟橋 - 登大路町。

奈良街道にあった坂道と橋で、南都八景の一として知られる。今は石碑と橋の石の一部を残す。
- 子規の庭 - 雑司町。

かつて俳人・正岡子規が滞在した旅館 「對山樓(たいざんろう)」 の跡。レストラン天平倶楽部の横に入り口。
- 東大寺転害門（てがいもん） - 雑司町。

東大寺の遺構の中でも、もっとも古い。
- 南都銀行手貝支店 - 手貝町。
- 多聞山城（たもんやまじょう） - 法蓮町。

近世城郭のモデルになったという山城の跡。今は若草中学校の敷地となって、そばに墓地を残す。
- 奈良女子大学記念館 - 北魚屋西町。

旧本館と守衛室は1909年（明治42年）の木造建築で重要文化財に指定。中にある 「百年ピアノ」 が今も昼のコンサート用に使われている。旧・奈良奉行所跡。NHKの朝のドラマ 「ごちそうさん」 に登場した。
- 旧鍋屋交番きたまち案内所 - 半田横町。

女子大の正門前にあった交番跡を、昭和3年の建築時の姿に修理復原。観光案内所として活用している。
- 聖武天皇・光明皇后陵 - 法蓮町。

ここから御蓋山（みかさやま）を見ると、明確に独立した山として見ることができる。
- 称名寺（しょうみょうじ、千体地蔵） - 菖蒲池町。

きたまちの西のはずれに位置する。茶道の祖、珠光が子どものころに修行をした寺。重文の仏像数体が奈良国立博物館に寄託されている。

## 周辺情報
- 南都八景
- 奈良公園
- ならまち
- 平城宮跡
- NHK奈良

## 交通アクセス
近鉄奈良駅から北へ徒歩10 - 15分。各奈良駅奈良交通バス奈良阪・青山住宅行「今小路」・「手貝町」下車。